# 肖莺子
肖莺子（1963年3月—），女，壮族，广西来宾人，中华人民共和国政治人物。湖北财经学院计统系国民经济计划与管理专业毕业，广西大学政治经济学专业毕业。中国共产党第十九届中央委员会候补委员。

## 生平
2000年8月，任中共南宁市永新区委书记。2003年8月，任南宁市发展计划委员会主任、党组书记。2004年7月，任南宁市发展和改革委员会主任、党组书记。2004年9月，任南宁市人民政府副市长、党组成员。2006年9月，任中共南宁市委常委、宣传部部长，市人民政府副市长、党组成员。2010年1月，任中共钦州市委副书记，市人民政府市长。2013年2月，任中共钦州市委书记。2013年，当选第十二届全国人民代表大会广西地区代表。
2017年4月，任中共海南省委常委、宣传部部长。
2017年10月，中国共产党第十九次全国代表大会上当选中国共产党第十九届中央委员会候补委员。
2022年1月，当选为海南省政协副主席。